# Grotta di Patone
La grotta di Patone o anche chiamata bus del Diaol ("buco del diavolo") è una grotta orizzontale, che si trova nei pressi di Arco in Trentino. La grotta ha anche altre nomi: bus del Nigol, caverna alla 1ª Gana, grotta di Ceniga e grotta di Arco.
È una grotta orizzontale, ovvero con un dislivello limitato, ma con un'estensione in lunghezza di circa 800 metri.

## Toponimo
Il toponimo bus del Diaol ("buco del diavolo") è dovuto al fatto che le antiche popolazioni che abitavano la valle erano spaventate dall'acqua che fuoriusciva dalla grotta, e quindi ritenevano la grotta un'opera del diavolo, da qui il curioso nome.

## Come raggiungerla
Per raggiungere la grotta bisogna raggiungere sulla strada statale 45 bis Gardesana Occidentale, a nord di Arco, la località La Moletta, nei pressi di San Martino a Patone, a una altezza di 225 metri. Lungo la strada, nei pressi del maso delle Giare, si trova una cava di ghiaia. Si intraprende un sentiero non comodo, ripido e franoso, che termina risalendo il letto di un ex-torrente; dopo mezz'ora si arriva all'ingresso della grotta (circa 300 metri s.l.m.).
Per visitare la grotta è consigliato essere accompagnati da uno speleologo, o comunque avere una certa esperienza di grotte.
La visita dura 2-3 ore, più il tempo per liberare il sifone (generalmente 2-3 ore).

## Struttura della grotta
La grotta si trova sul fianco occidentale del monte Stivo.
L'ingresso della grotta è molto ampio, molto simile ad una gigantesca bocca aperta, e si sviluppa interamente nei calcari del Lias.
La grotta ha 5 sifoni, che la suddividono in due tronconi, di cui il secondo è accessibile solamente dopo aver liberato il 3º sifone dalla sabbia. La nascita della grotta è dovuta al fatto che da essa fuoriusciva un torrente, ora asciutto.
Per entrare nella grotta bisogna subito scendere un masso di 2 metri, magari utilizzando una scaletta, e poco dopo oltrepassare il primo sifone, quasi sempre aperto. Qui, procedendo, si raggiunge un cancelletto.
Il primo troncone ha una lunghezza di 350 metri e termina con il 3º sifone, generalmente ostacolato dalla presenza di sabbia, a meno che qualche visitatore non vi sia già passato di recente. Questo sifone si trova ad una quota di -21 metri dall'ingresso, il punto più basso dell'intera grotta.
Per arrivare all'inizio del secondo troncone è quindi possibile rimuovere la sabbia accumulatasi, utilizzando gli attrezzi che si trovano sul posto (pale e secchi), con un lavoro della durata media di 2-3 ore.
Una volta che si è riaperto uno stretto varco, ci si può infilare nel secondo troncone, che è molto più affascinante del primo. Questo troncone ha uno sviluppo di circa 500 metri e termina nel 5º sifone ricoperto totalmente da sabbia. In passato il gruppo grotte della SAT di Arco ha fatto sondaggi e scavato per cercare di scoprire dove andasse a finire la grotta ma senza risultato. Sembra infatti che questo 5º sifone sia particolarmente lungo e dalle voci degli esperti potrebbe finire in un grande salone finora inesplorato. 

## Storia della grotta
L'anno della scoperta della grotta non è noto e neanche il suo primo scopritore. Storicamente è soltanto annotato in uno scritto di Vincenzo Zucchelli, il quale visitò, insieme ad alcuni amici, la grotta il 27 dicembre 1885. Sono anche datate altre esplorazioni negli anni successivi, fino a che anche alcuni studiosi, tra cui Battisti e Trenner, alla fine dell'ottocento se ne interessarono. Dagli studi si passò anche a guide turistiche, fino al suo primo rilievo nel periodo tra il 1925 e il 1938.
Per accedere al secondo troncone, il Gruppo Grotte di Rovereto nel 1932 ideò un semplice sbarramento fatto di assi di legno e procedette a svuotare il sifone, cosicché fu possibile esplorare il secondo troncone. Questo sbarramento non resistette a lungo e nel 1960 il Gruppo Grotte della SAT di Arco dovette ricostruirlo, utilizzando questa volta il cemento armato. L'intervento non riuscì a risolvere il problema, infatti ancora oggi la sabbia si riversa nel sifone, rendendolo normalmente impercorribile, se non viene svuotato.
Tra il 1976 e il 1977 si verificarono copiose piogge, specie nelle stagioni autunno inverno, che provocarono completi allagamenti della grotta.
Nel gennaio 1999, dopo abbondanti precipitazioni piovose, all'interno della grotta si sono trovati resti di gasolio, con tutta probabilità provenienti dalla cava sottostante. Il problema non si è più verificato. La grotta risulta comunque a rischio a causa dell'avanzamento della cava stessa.

## Galleria d'immagini

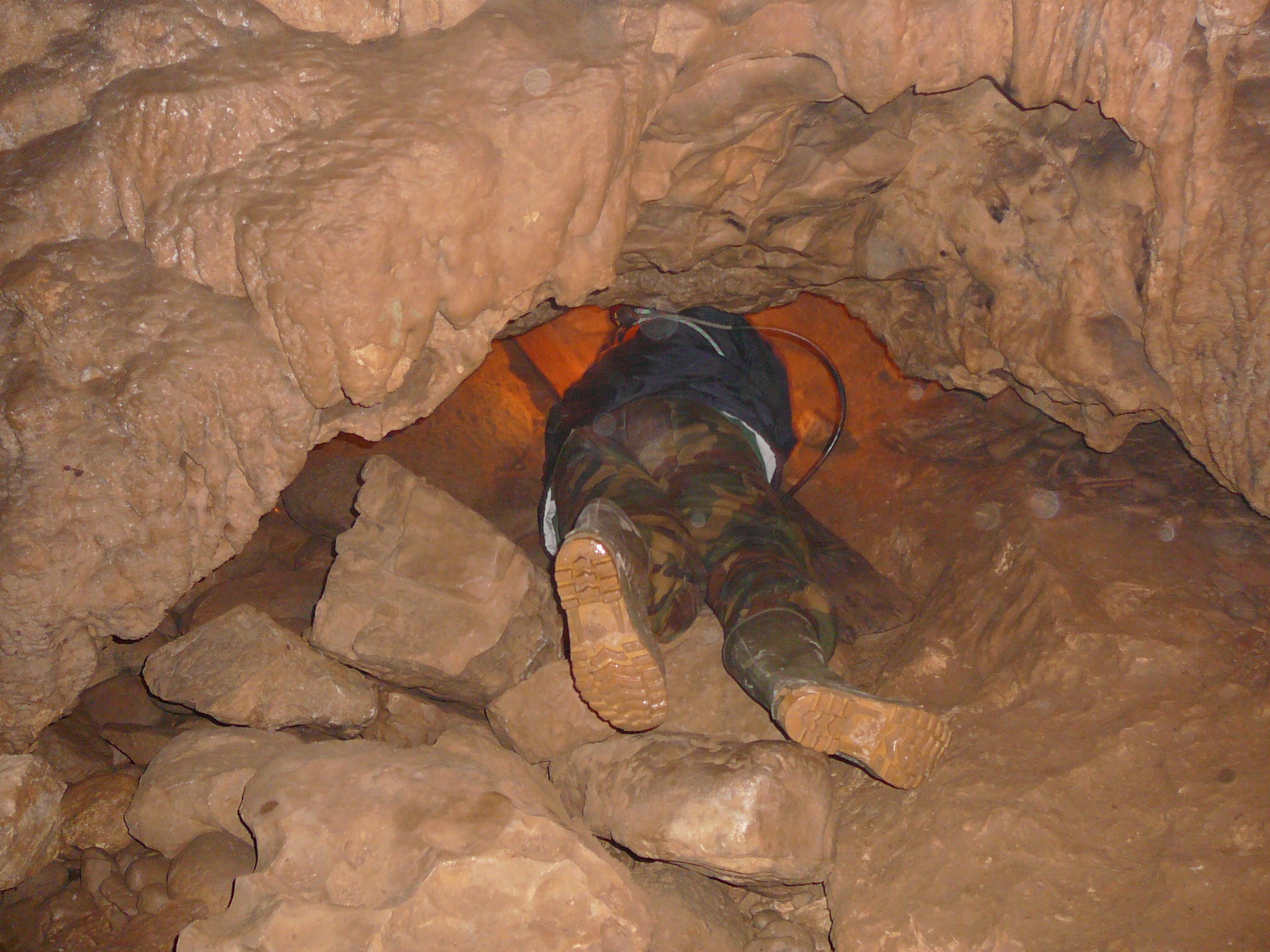
Il passaggio del primo sifone
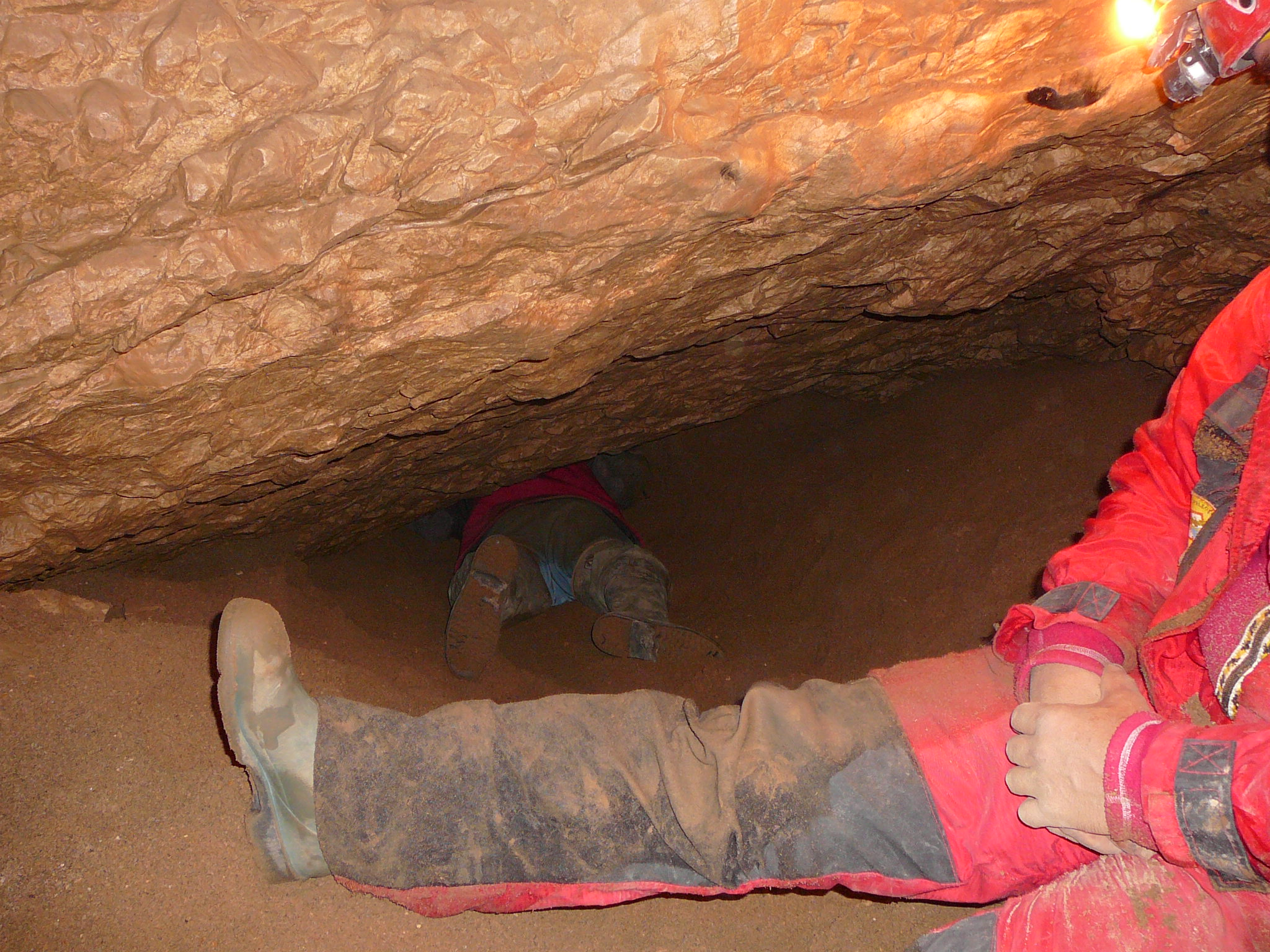
Il passaggio del secondo sifone, dopo averlo liberato
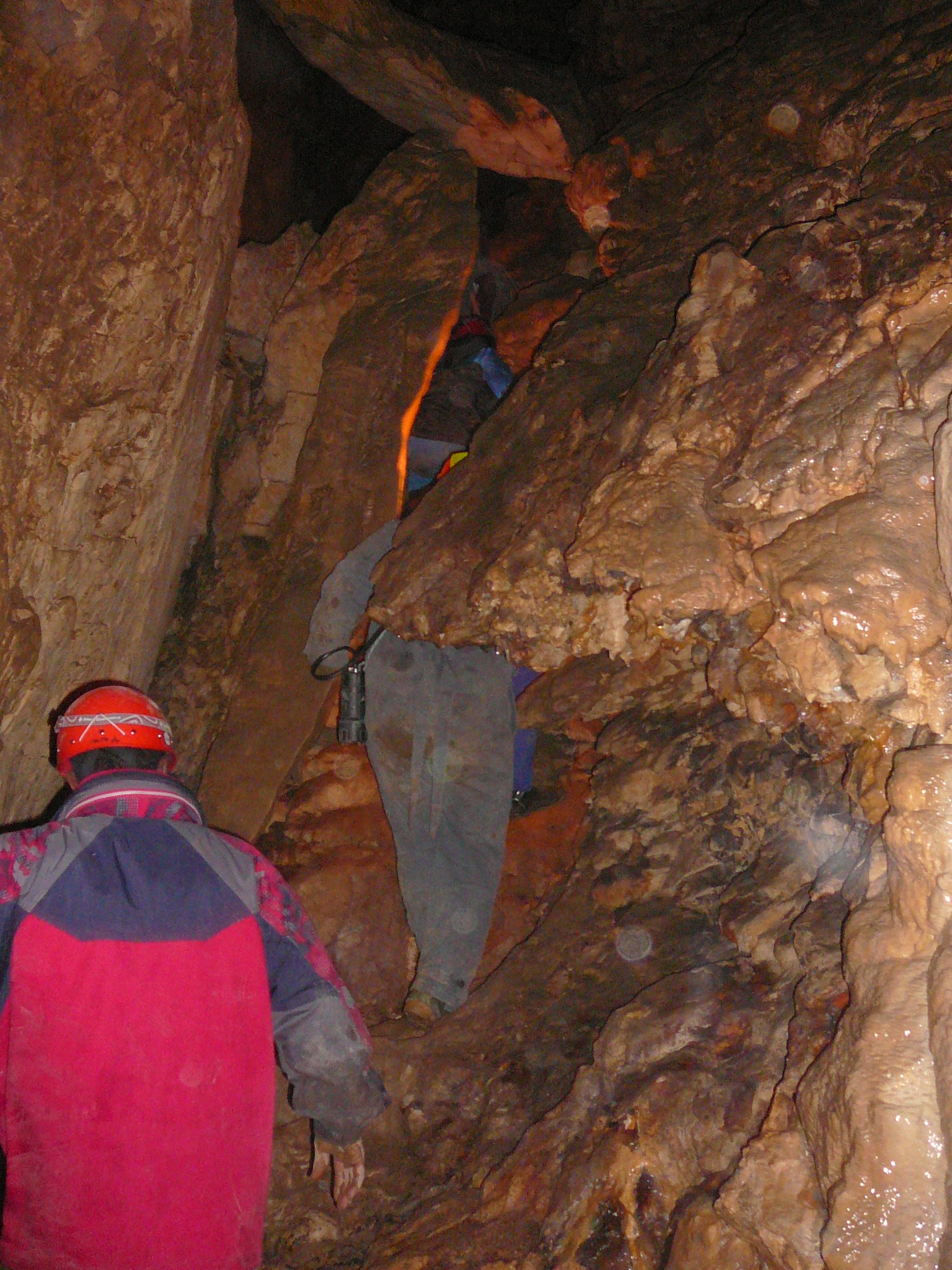
Uno stretto passaggio all'interno della grotta